# Wolfgang Thierig
Wolfgang Thierig (* 2. April 1890 in Zittau; † nach 1949) war ein deutscher Polizeibeamter.

## Leben und Wirken
Nach der Schule schlug Thierig eine militärische Laufbahn ein und wurde Offizier in einem Schützenregiment. Er wurde 1909 als Leutnant in die Reserve versetzt. 1918 trat er in den sächsischen Polizeidienst ein und wurde zunächst bis zum Major bei der Dresdner Polizei befördert. Als solcher war er maßgeblich beim Aufbau der sächsischen Landgendarmerie beteiligt. 1928 gab er gemeinsam mit Erich Pusch die Erläuterungen zur Verkehrsordnung für die Stadt Dresden vom 28. Februar 1928 mit ausführlichem Sachregister heraus.
Im März 1933 wurde Thierig als Mitglied der NSDAP zum Polizeidezernenten im Sächsischen Innenministerium in Dresden ernannt. Noch im gleichen Monat übernahm er die kommissarische Leitung der Dresdner Wohlfahrtspolizei. Mit Wirkung vom 10. Juni 1933 wurde der Gendarmerie-Major Thierig zum Oberstleutnant befördert. Im Oktober 1933 wurde er außerdem Chef der Ordnungspolizei in Sachsen.
1936 trug er bereits den Dienstgrad Polizeioberst. Auf dem Reichsparteitag in Nürnberg 1937 übernahm er drei von Adolf Hitler geweihte Fahnen für die Schutzpolizei in Sachsen. Zum 30. Oktober 1938 wurde er als Inspekteur der Ordnungspolizei und Oberst der Schutzpolizei „aus gesundheitlichen Gründen“ durch Adolf Hitler in den Ruhestand versetzt. Vom sächsischen Innenminister Karl Fritsch war er zur Verleihung des Charakters als Generalmajor der Ordnungspolizei vorgeschlagen worden, doch Kurt Daluege lehnte dies ab, da Thierig im Ersten Weltkrieg nur kurz an der Front gedient und sich 1938 in zwei Fällen für jüdische Mitbürger eingesetzt hatte. Einige Monate nach Beginn des Zweiten Weltkriegs wurde Thierig im Dezember 1939 auf Widerruf wieder in die Schutzpolizei eingestellt, aber nicht weiter befördert. Er lebte in Hellerau, Am Torfmoor 59.
Nach dem Zweiten Weltkrieg wurde Thierig von der Sowjetischen Militäradministration festgenommen und bis 1949 inhaftiert. Danach soll er nach München verzogen sein.
2011 geriet Thierig erneut in die Schlagzeilen bei der öffentlichen Auseinandersetzung um die genaue Zahl der Toten beim Bombenangriff auf Dresden am 13. Februar 1945.